# Cheng Li-wen
Cheng Li Wen (Chino: 鄭麗文 Pinyin: Zhèng Lì Wén, nacida el 12 de noviembre de 1969 en Yunlin, Taiwán) es una exvocera y legisladora del Partido Kuomintang de Taiwán. Ella es ahora un miembro del Comité Central Permanente del partido. Anteriormente fue militante del Partido Progresista Democrático, pero cambió de bando, citando su decepción por el Partido.
El secretario general del Yuan Ejecutivo Steven Chen, anunció el día 20 por la mañana que la antigua legisladora del Kuomintang Cheng Li-wun, ha sido nombrada como nueva portavoz del Yuan Ejecutivo. Li-wun es la segunda mujer de la administración Ma Ying-jeou en ejercer el cargo de portavoz, siguiendo la estela de Vanessa Shih, que fue directora de la Oficina de Prensa y actualmente es viceministra de Relaciones Exteriores.
Steven Chen añadió que Cheng Li-wen tiene experiencia y conoce bien el mundo de la política, la prensa y el funcionamiento del Yuan Legislativo por lo que puede asumir el cargo de inmediato. Además, teniendo en cuenta que ha participado en programas de debate político, comprende perfectamente las preocupaciones políticas del momento, lo cual es una gran ventaja. Por otra parte, su imagen de mujer altamente cualificada y profesional es uno de los factores importantes para su elección, aportando un distintivo femenino al gabinete.
Cheng Li-wen nació en el condado de Yunlin en 1969. Se graduó en Derecho por la Universidad Nacional de Taiwán y realizó un Master en Leyes por la Universidad de Filadelfia. En el pasado militó en el Partido Democrático Progresista, siendo vicepresidenta de las juventudes del partido. Sin embargo, sus discrepancias ideológicas con el expresidente Chen Shui-bian la llevaron a abandonar las filas del PDP. En el año 2005 solicitó formalmente su entrada en el Kuomintang al entonces presidente Lien Chan y asumió el cargo de directora y portavoz de la sección cultural del partido. En 2008 obtuvo un puesto de legisladora por circunscripción nacional. Después de no conseguir renovar su escaño por el distrito número 7 de Taichung su nombre ha venido sonando para entrar a formar parte del gabinete.
En declaraciones a la prensa, Cheng Li-wen dijo que el primer ministro Sean Chen la llamó hace 10 días para hablar de este cambio de personal. Durante la conversación comprendió inmediatamente las dificultades que sufre el gabinete por sus decisiones económicas y a pesar de que este es un trabajo muy duro ha decidido aceptar el reto. Así se expresaba Cheng Li-wen: “Más o menos hace ya casi dos semanas que recibí notificación por parte del primer ministro, y unos 10 días que me reuní con él para tratar este asunto. En estos tiempos de grandes dificultades, tener la oportunidad de hacer algo por Taiwán, de aportar mi pequeña contribución, tiene para mí un gran valor y es todo un honor”.
Cheng Li-wen siguió diciendo que utilizará el lenguaje más claro y distinto posible para que el conjunto de la ciudadanía comprenda las políticas del gobierno. Como portavoz del gobierno jugará un papel de puente, para que las futuras medidas del gobierno sean explicadas de manera nítida y precisa, y que el pueblo pueda conocer las buenas intenciones de las políticas gubernamentales.
Por último, Cheng Li-wen también quiso decir que en el futuro hará saber inmediatamente al equipo de gobierno las reacciones de la prensa y la ciudadanía, como importante base de referencia, y espera que en un corto espacio de tiempo pueda comunicar a los ciudadanos la importancia de las decisiones económicas del ejecutivo. Cheng Li-wun dijo que espera ser una buena portavoz, que acorte las distancias comunicativas entre el pueblo y el gobierno, algo para lo que dijo haberse preparado bien.
- Datos: Q5091239
- Multimedia: Cheng Li-wen / Q5091239